# 오늘부터 신령님
《오늘부터 신령님》(神様はじめました 카미사마 하지메마시타[*])은 스즈키 줄리에타가 그린 만화이다. 2008년부터 《하나토유메》에 연재되어 2014년 10월 현재 19권이 발간되었다. 2012년에는 애니메이션화되어 같은 해 10월 제1기가 13화의 구성으로 방영되었으며, 대한민국에서는 애니플러스에서 방영되었다. 제2기는 2015년 1월부터 3월까지 전12화의 구성으로 일본 TV 도쿄 계열 등을 통해 방영되었다.심폭 주의!

## 줄거리
도박을 좋아하는 아버지가 증발하고 빚쟁이 때문에 집을 쫓겨난 모모조노 나나미는, 개에 쫓기고 있던 것을 도와 준 것을 계기로, 소심한 남자 미카게에게 내 집을 양보 하겠다는 엉뚱한 말을 들었다. 놀라기는 했지만 마침 집이 없던 나나미는 반신반의한 채 남자가 말해 준 주소를 찾아가 보니 거기는 무려 폐신사(神社). 나나미는 미카게에 속았다고 생각하지만, 거기에는 가출한 토지신, 미카게의 귀가를 기다리던 도깨비불동자 오니키리와 코테츠, 그리고 신사(神使) 토모에가 있었다.
오니키리와 코테츠는 즉시 나나미를 미카게의 후계자로 받아들이려고 하지만, 토모에는 자신은 미카게의 신사(神使)라며 나나미를 받아들이지 않고, 신사(神社)에서 떠난다. 우선 하룻밤 숙소를 빌린 다음날 아침, 오니키리와 코테츠에게서 토지신 일에 대해 설명을 받은 나나미는 자신에게 토지신은 무리라고 생각하고 떠나려고 한다.나나미는 토모에에게 작별 인사를 하기 위해 오니키리와 코테츠에게 안내를 받아, "저쪽 세계"를 찾는다. 토모에는 저쪽 세계의 유곽에서 놀고있었다. 요괴들에게 토지신인 인간은 절호의 먹이이기 때문에 나나미는 요괴에게 습격 당한다. 토모에는 처음에는 보고만 있었지만, 오니키리와 코테츠의 조언을 받은 나나미에게 키스를 당해 나나미의 신사(神使)가 되어 마지못해 나나미를 돕는다. 이렇게 신사(神社)를 넘겨받아 토지신이 된 나나미와 토모에, 오니키리, 코테츠의 공동 생활이 시작되었다.

## 등장 인물
모모조노 나나미 (桃園 奈々生)
성우 - 미모리 스즈코
주인공. 쾌활하고 적극적이며 무슨 일이 있어도 좌절하지 않는 성격의 고등학교 2학년이다. 아버지가 증발하고 집안에 빚을 지고 갈 곳이 없어 노숙자 상태가되지만 미카게와 만난다. 이후 토모에와 만남을 거쳐 토지신 생활을 시작했다. 만난 당시에는 토모에의 안하무인 행동으로 충돌하는 일도 많았지만, 그의 친절한 면을 알게 된 후, 점차적으로 끌려 간다. 마모루(護)라는, 아기 원숭이의 모습을 하고 있는 식신을 부린다.
토모에 (巴衛)
성우 - 타치바나 신노스케
토지신이 된 나나미를 섬기는 요괴. 원래는 들여우였으나, 개를 싫어하는 신, 미카게에게 코마이누 대용으로 스카우트되어 그에게 봉사했다. 미카게가 가출하고는, 신사를 대신 맡았다. 비뚤어졌는데다 퉁명스러운 성격. 입도 거칠고 싸움도 잘 걸지만, 나나미의 신사가 된 이후로, 나나미가 정리하는 것을 잊어버린 침구를 대신 정돈하는 등 상냥함도 가지게 되었다. 취사, 세탁 등 가사 전반도 실수 없이 해낸다.